# Detlef Michel
Detlef Michel (Berlijn, 13 oktober 1955) is een voormalige Duitse atleet, die gespecialiseerd was in het speerwerpen. Hij werd wereldkampioen en meervoudig Oost-Duits kampioen in deze discipline. Op internationale wedstrijden kwam hij uit voor Oost-Duitsland. Hij nam tweemaal deel aan de Olympische Spelen, maar behaalde bij die gelegenheden geen medailles.

## Biografie
Zijn eerste succes boekte Detlef Michel in 1975 met het winnen van het onderdeel speerwerpen bij de Oost-Duitse kampioenschappen. Deze titel zou hij in zijn sportcarrière in totaal zevenmaal veroveren. In 1978 miste hij met een vierde plaats op de Europese kampioenschappen op een haar na het podium.
Michel nam tweemaal deel aan de Olympische Spelen, maar kon zich in zowel 1980 als 1988 niet plaatsen voor de finale. In 1984 kon hij wegens een boycot van een groep oostbloklanden, waaronder Oost-Duitsland, niet deelnemen aan de Olympische Spelen van 1984 in Los Angeles. Deze boycot was een reactie op de Amerikaanse boycot vier jaar eerder. De diverse Oostblokstaten organiseerden dat jaar met elkaar de Vriendschapsspelen (Droezjba-84) in Moskou. Hierbij won hij een zilveren medaille bij het speerwerpen. De wedstrijd werd gewonnen door zijn landgenoot Uwe Hohn, die met 94,44 m ruim zes meter verder wierp.
Zijn grootste prestatie boekte Detlef Michel bij de wereldkampioenschappen atletiek 1983 in Helsinki. Met een beste poging van 89,48 versloeg hij onder regenachtige omstandigheden de Amerikaanse wereldrecordhouder Tom Petranoff, die met 85,60 en het zilver genoegen moest nemen. In 1986 won hij aan het einde van zijn sportieve loopbaan met 81,90 nog een zilveren medaille bij de Europese kampioenschappen in Stuttgart. In 1990 stopte hij met topsport.
Detlef Michel was aangesloten bij TSC Berlin en werd getraind door Peter Börner.

## Titels
- Wereldkampioen speerwerpen - 1983
- Oost-Duits kampioen speerwerpen - 1975, 1979, 1980, 1982, 1983, 1986, 1987

## Persoonlijke records
| Onderdeel                 | Tijd    | Datum             | Plaats       |
| ------------------------- | ------- | ----------------- | ------------ |
| speerwerpen (oud model)   | 96,72 m | 8 juni 1983       | Oost-Berlijn |
| speerwerpen (nieuw model) | 84,06 m | 13 september 1988 | Berlijn      |

## Palmares

### speerwerpen
- 1978: 4e EK - 85,46 m
- 1981:  Europacup - 90,86 m
- 1981:  Wereldbeker - 89,38 m
- 1982:  EK - 89,32 m
- 1983:  Europacup - 85,72 m
- 1983:  WK - 89,48 m
- 1984:  Olympische Boycot Spelen - 88,32 m
- 1986:  EK - 81,90 m